# Joe Cilia
Joseph „Joe“ Cilia (* 22. Oktober 1937; † 5. August 2017 in Msida) war ein maltesischer Fußballspieler auf der Position eines Verteidigers, der nach dem Ende seiner aktiven Laufbahn auch als Trainer tätig war.

## Laufbahn

### Spieler
Cilia begann seine aktive Laufbahn 1953 in der Nachwuchsabteilung des Rabat FC, bei dem er vor der Saison 1955/56 seinen ersten Profivertrag erhielt. Nach einem Jahr wechselte er zum FC Valletta, bei dem er mindestens bis 1964 unter Vertrag stand. In dieser Zeit gewann er mit den Citizens dreimal die maltesische Fußballmeisterschaft und zweimal den maltesischen Pokalwettbewerb. Im gleichen Zeitraum wurde Cilia zweimal zum Fußballer des Jahres in Malta gewählt und bestritt zwischen 1957 und 1962 insgesamt neun Länderspiele für die maltesische Nationalmannschaft. So stand er am 24. Februar 1957 gegen Österreich auf dem Platz, dem ersten Länderspiel in der Geschichte Maltas, welches die Österreicher mit 3:2 für sich entscheiden konnten.
Mitte der 1960er Jahre wechselte Cilia nach Australien, wo er zunächst als Spielertrainer für die Melita Eagles tätig war. Danach setzte er seine Spielerlaufbahn bei Sutherland und den Corinthians fort, ehe er 1971 zum FC Valletta zurückkehrte, in dessen Reihen er 1973 seine aktive Laufbahn beendete.

### Trainer
Nach seiner aktiven Laufbahn arbeitete Cilia als Cheftrainer bei seinen ehemaligen Vereinen FC Valletta (1983 bis 1985) und Rabat Ajax (1985/86), mit denen er jeweils einmal Meister wurde und bei seiner zweiten Trainerstation auch einen Pokalsieg feiern durfte. Danach war er als Cheftrainer noch für den FC Birkirkara (1986 bis 1988) und Hibernians Paola (1989 bis 1992) im Einsatz.

## Erfolge

### Als Spieler
- Maltesischer Meister: 1959, 1960, 1963
- Maltesischer Pokalsieger: 1960, 1964
- Maltas Fußballer des Jahres: 1958, 1964

### Als Trainer
- Maltesischer Meister: 1984, 1986
- Maltesischer Pokalsieger: 1986